# StepMania
StepMania é um jogo do estilo Dance Dance Revolution para Windows, Mac e Linux. Possui gráficos 3D, suporte para teclado e tapete de dança, além de um editor para criar seus próprios passos.
O jogo é o mais famoso para PC, pois conta com várias opções de configuração, além da possibilidade de se adicionar novas músicas, dançarinos, narradores, animações e vídeos de fundo, entre outras funcionalidades.

## Pré-Requisitos do Sistema
Estes pré-requisitos são o mínimo necessário para que o jogo funcione, o que não significa que são suficientes para o jogo funcionar da melhor maneira possível.
- Windows 98/ME/2000/XP, Linux ou Mac OS X
- Pentium II ou superior, Celeron, Athlon ou processador compatível, mínimo de 266 MHz (recomendado 400 MHz)
- 64 MB de memória
- Placa de vídeo com suporte High Color (16 bits) com ao menos 16 MB de memória e drivers OpenGL
- Placa de som compatível com DirectX 7.0 e seus respectivos drivers